# Обусе (Наґано)

36°41′52″ пн. ш. 138°18′44″ сх. д. / 36.69778° пн. ш. 138.31222° сх. д.
Обусе́ (яп. 小布施町, おぶせまち, МФА: [obuse mat͡ɕi̥]) — містечко в Японії, в повіті Камі-Такай префектури Наґано. Станом на 1 квітня 2009 площа містечка становила 19,07 км². Станом на 1 липня 2011 населення містечка становило 11 057 осіб.